# Davisville-Gletscher
Der Davisville-Gletscher ist ein rund 50 km langer Gletscher im westantarktischen Marie-Byrd-Land. Er fließt von den Nordhängen der Wisconsin Range in den Horlick Mountains zwischen dem Lentz Buttress und dem Moran Buttress in nordwestlicher Richtung zum unteren Abschnitt des Horlick-Eisstroms.
Der United States Geological Survey kartierte ihn anhand eigener Vermessungen und mittels Luftaufnahmen der United States Navy zwischen 1960 und 1964. Das Advisory Committee on Antarctic Names benannte ihn 1967 nach dem Ort Davisville, Rhode Island, Sitz des Baubataillonzentrums der United States Navy, das für die Transportangelegenheiten während der Deep Freeze Operationen verantwortlich war.